# Lactarius pseudouvidus
 (avril 2024).
Espèce
Statut de conservation UICN

 VU  : Vulnérable
Lactarius pseudouvidus est une espèce de champignons de la famille des Russulaceae.

## Systématique
Le nom correct complet (avec auteur) de ce taxon est Lactarius pseudouvidus Kühner.

## Statut de protection
Une étude, publiée en avril 2024, menée conjointement en France par l’UICN, l’OFB, le MNHN et l’AdoniF sur le statut de conservation dans le pays de plus de 250 champignons ; classe cette espèce Lactarius pseudouvidus dans la catégorie VU (vulnérable),.